# Middle Island (New York)
Pour les articles homonymes, voir Middle Island.
Middle Island est une census-designated place du comté de Suffolk, dans l'État de New York, aux États-Unis,. En 2020, elle compte une population de 10 546 habitants.